# Esperanto (nave cargo)
Piccola nave da carico, di 209 t, costruita nel 1906 dall'armatore inglese J. H. Beckwith & Co., di Londra, con il nome di Prompt. Acquisita nel 1910 dalla francese Compagnie Générale Transatlantique (detta anche C.ie G.le Transatlantique o Transat), fu rinominata Esperanto ed inviata nelle Antille.
Requisita il 29 agosto 1939, fu utilizzata come pattugliatore a Fort-de-France in Martinica, con un equipaggio della Marine Nationale francese. Quando anche le Indie Occidentali passarono sotto il controllo delle Forces navales françaises libres del Comité Français de la Libération Nationale di Algeri, il 14 luglio 1943, fu lasciata dagli Alleati a disposizione delle locali autorità francesi.
Le requisizione militare finì il 31 gennaio 1944. Demolita nel 1945.